# Euthore fassli
Euthore fassli là loài chuồn chuồn trong họ Polythoridae. Loài này được Ris mô tả khoa học đầu tiên năm 1914.